# Національний науково-дослідний реставраційний центр України
Національний науково-дослідний реставраційний центр України (ННДРЦУ) — заклад культури загальноукраїнського значення, розташований у Києві.
Творчий колектив реставраційного центру нараховує близько 200 художників-реставраторів, хіміків, фізиків, біологів, рентгенологів, кліматологів, істориків та мистецтвознавців. Центр має філії у Львові, Одесі, Харкові.

## Історія
В 1938 в Києві були створені Центральні науково-дослідні реставраційні майстерні.
Серед відреставрованих центором музейних пам'яток всесвітньо жипописні полотна «Катерина» Т.Шевченка, «Козак Мамай», «Портрет В.Жуковського» К.Брюллова, твори С.Васильківського, В.Боровиковського, І.Айвазовського, М.Врубеля, В.Васнецова, картини Д.Рейнолдса, Л.Моралеса, Ж.-Б.Грьоза, акварелі М.Волошина, З.Серебрякової, М.Рериха, офорти Рембрандта, Ф.Гойї, японська ксилографія та китайські сувої, рідкісні документи, стародруки та рукописні книги, італійська майоліка, античне скло, кераміка й порцеляна, археологічні тканини та шитво, художній метал, дерев'яне різьблення та старовинні меблі.
Фахівці установи брали участь у реставрації пам'яток Дрезденської картинної галереї, реставрації розписів Володимирського кафедрального собору в м. Києві.

## Наукова діяльність
ННДРЦУ проводить дослідження й розробку методів реставрації рухомих пам'яток історії та культури. Наукове обладнання центру дозволяє науковцям досліджувати структуру й властивості різних матеріалів, вивчати техніку старих майстрів, технології створення пам'яток, причини старіння та процеси руйнування творів мистецтва.
Художники-реставратори в тісному контакті з науковцями здійснюють комплексні обстеження експозицій, фондосховищ, музейних приміщень, надають практичні рекомендації щодо створення належних умов зберігання експонатів, допомогу в питаннях музейної кліматології та біологічного режиму музейних фондів.
Центр є ініціатором проведення міжнародних науково-практичних конференцій з проблем збереження, дослідження, консервації та реставрації музейних пам'яток.

## Підготовка та атестація кадрів
Майстри центру проводять консультації, стажування, підготовку та перепідготовку художників-реставраторів, що працюють у музейних та спеціалізованих реставраційних організаціях держави. На ННДРЦУ покладені обов'язки організації та проведення атестації, визначення фахового кваліфікаційного рівня художників-реставраторів України.
За даними центру в Україні налічується близько 200 атестованих реставраторів. Підготовка кваліфікованого реставратора триває близько 12 років. Раз на п'ять років реставратори мають підтверджувати свою кваліфікацію.

## Ключові особи
- Стрєльнікова Світлана Олександрівна, заслужений працівник культури, генеральний директор

## Структура
Науково-дослідні відділи реставрації:
- творів олійного живопису
- творів темперного живопису
- творів графіки
- стародруків, рукописів та документів
- поліхромної скульптури та декоративного рельєфу
- творів з металу
- меблів
- творів з тканини та шкіри
- творів з кераміки та скла, кам'яної та гіпсової скульптури

Наукові відділи
- експертизи, обліку та збереження музейних цінностей
- інформаційно-видавничий
- фізико-хімічних досліджень
- біологічних досліджень
- кліматології

Науковий сектор рентгенографічних досліджень
Сектор фотодокументування
Філіали:
- Львівська філія ННДРЦУ
- Одеська філія ННДРЦУ
- Харківська філія ННДРЦУ